# 江文瑜
江文瑜（1959年—），台灣學者、詩人，現任國立台灣大學語言學研究所教授。主要研究為語言學、女性主義等，著作以詩集、語言研究為主。其父江永哲亦為教授，曾在國立中興大學任教。
他為「女鯨詩社」的發起人，該詩社是台灣首個成員皆為女性的詩社，以激起女性主體聲音為目標。